# Едвін (король Нортумбрії)
Едвін (давн-англ. Ēadwine; близько 586 — 12 жовтня 633) — 2-й король Нортумбрії у 616—633 роках.

## Життєпис

### Молоді роки
Походив з династії Іффінгів. Син Елли I, короля Дейри. Народився близько 586 року. Про молоді роки нічого невідомо. У 604 році його старший брат помер або загинув у боротьбі з Етельфрітом, королем Берніції. Сам Едвін вимушений був тікати з Дейри. Згідно з переказами, Едвін сховався в бриттському королівстві Гвінед — у короля Іаго ап Бели. Той виховав його як рідного сина.
У 613 році Етельфріт з військом вдерся до Гвінеду й розбив армію бриттів у битві при Кайра-Легіоні. Розуміючи, що, залишаючись далі в Гвінеді, Едвін може накликати на бритів ще більші біди, Едвін втік до Мерсії, де одружився з донькою тамтешнього короля Кіорла.
616 року Едвін перебрався під опіку Редвальда, короля Східної Англії. Етельфріт запропонував Редвальду значні кошти в обмін на вбивство Едвіна або видачу його послам Етельфріта. Спочатку король Східної Англії погодився. Проте королева переконала Редвальда, що не варто віддавати за гроші того, хто йому довірився. Редвальд відмовив послам у видачі Едвіна і став готуватися до війни. Швидко зібравши наявні сили, Редвальд рушив на північ, не давши Етельфріту часу на підготовку до оборони. Битва відбулася на східному березі річки Айдл, між Гейнсборо і Ботру, де Етельфріта було переможено. Останній також загинув. Слідом за цим Едвін став королем Нортумбрії.

### Володарювання
У 616 році помер Етельберт, король Кенту. У результаті Едвін I і його союзник Редвальд стали найсильнішими англосаксонськими володарями. Король Нортумбрії розпочав наступ на сусідні держави бриттів. У 616 році він захопив Елмет і більшу частину Північного Регеда, значно розширивши свої володіння на захід. Формальною причиною нападу на Елмет стало отруєння Хереріка, родича Едвіна.
У 621 році розпочав боротьбу з королівством Дал Ріад за вплив над північчю Британії. У 623—624 роках війська останнього взяли в облогу Бамборо, проте загибель Фіахни макБетайна від Фіахни макДеммана, короля Ольстера, у 626 році і швидка смерть його наступника — Фіахне макДеммана — у війні з Дал Ріадою, зупинило наступ скоттів. Едвін зміг зібрати сили й перейти в наступ, того ж року захопив Мен.
У 625 році після смерті короля Редвальда, Едвін зайняв раніше область Ліндсі. Наступ Едвіна на захід і спроба заволодіти островом Мен, викликали невдоволення правителів Дал Ріади та Ольстера.
Водночас Едвін став союзником Едбальда, короля Кенту, і одружився з його сестрою. Та була християнкою, і Едвіну довелося пообіцяти її братові, що він не стане чинити перешкод майбутній дружині і її почту при дотриманні релігійних обрядів.
На Великдень 626 року Квіхельм, король Вессексу, підіслав до Едвіну вбивцю. Найманець вбив двох наближених Едвіна, але самого короля лише поранив. Тієї ж ночі у Едвіна народилася дочка Енфледа. Тоді Едвін пообіцяв єпископу Пауліну, що хреститься сам і віддасть дочку Богу, якщо той допоможе йому покарати замовника вбивства. З величезним військом Едвін вдерся до Вессексу, який визнав зверхність короля Нортумбрії.
627 року, також на Великдень, Едвін разом з донькою і 12 людьми був хрещений в Еофевріку. Водночас Беда Преподобний, і автор «Англосаксонської хроніки», згадують, що той же Паулін хрестив Едвіна набагато раніше, під час вигнання, але про причини повторного хрещення не повідомляють.
Едвін заснував для Пауліна єпархію в столиці держави — Еофервіку, де заклав собор на місці колишньої маленької церкви. Проте в цілому англи не сприйняли християнство.
Едвін продовжив загарбницькі походи. Він розширив територію Нортумбрії до річки Хамбер на півдні і до пагорбів Чевіот на півночі. Едвін не мав постійної резиденції, роз'їжджаючи з одного маєтку до іншого, збираючи там данину і здійснював правосуддя. Серед маєтків Едвіна були Єверінг в Берніціі, Беруік в Елмет, Санктон в Дейрі і Гудменхем, де раніше розташовувалося капище бога Вотана. Коли Едвін прийняв християнство, разом з ним був хрещений і верховний жрець Вотана — Койфі, якого єпископ Паулін переконав у правильності християнської віри. Оперезавшися мечем, Койфі схопив спис, скочив на коня і помчав руйнувати капище і скидати поганських ідолів так, що багато хто з присутніх подумали, що він з'їхав з глузду.
627 року прийняв титул бретвальда. 629 року Едвін вирішив напасти на Гвінед, де правив його молочний брат Кадваллон ап Кадван. З острова Мен він перебрався на острів Англсі (кельтський Ініс Мон). Там Едвін завдав Кадваллону декілька поразок, змусивши того втекти до Ірландії, а потім до родичів у Бретань.
У 632 або 633 році Кадваллон повернувся до Британії. Об'єднавшись з Пендою, королем Мерсії, той напав на Едвіна. Вирішальна битва відбулася 633 року при Хетфілд-Часе, де війська Нортумбрії зазнали поразки, а Едвін загинув, а також його сини Осфріт та Едфріт. Після цього держава Едвіна розпалася на Берніцію та Дейру.
Деякі християни почитали Едвіна як святого, але з часом його культ був витіснений культом Освальда, також загинув у битві з поганами.

## Родина
1. Дружина — Квенбурга, донька Кеорла, короля Мерсії
Діти:
- Осфріт (д/н—633)
- Едфріт (д/н—634)

2. Дружина — Етельберга, донька Етельберта, короля Кенту
Діти:
- Етельгун (помер дитиною)
- Етельтріт (помер дитиною)
- Вускфреа (д/н—633), черниця
- Енфледа (626—бл.704), дружина Освіу, короля Нортумбрії